# ساران، قزاقستان

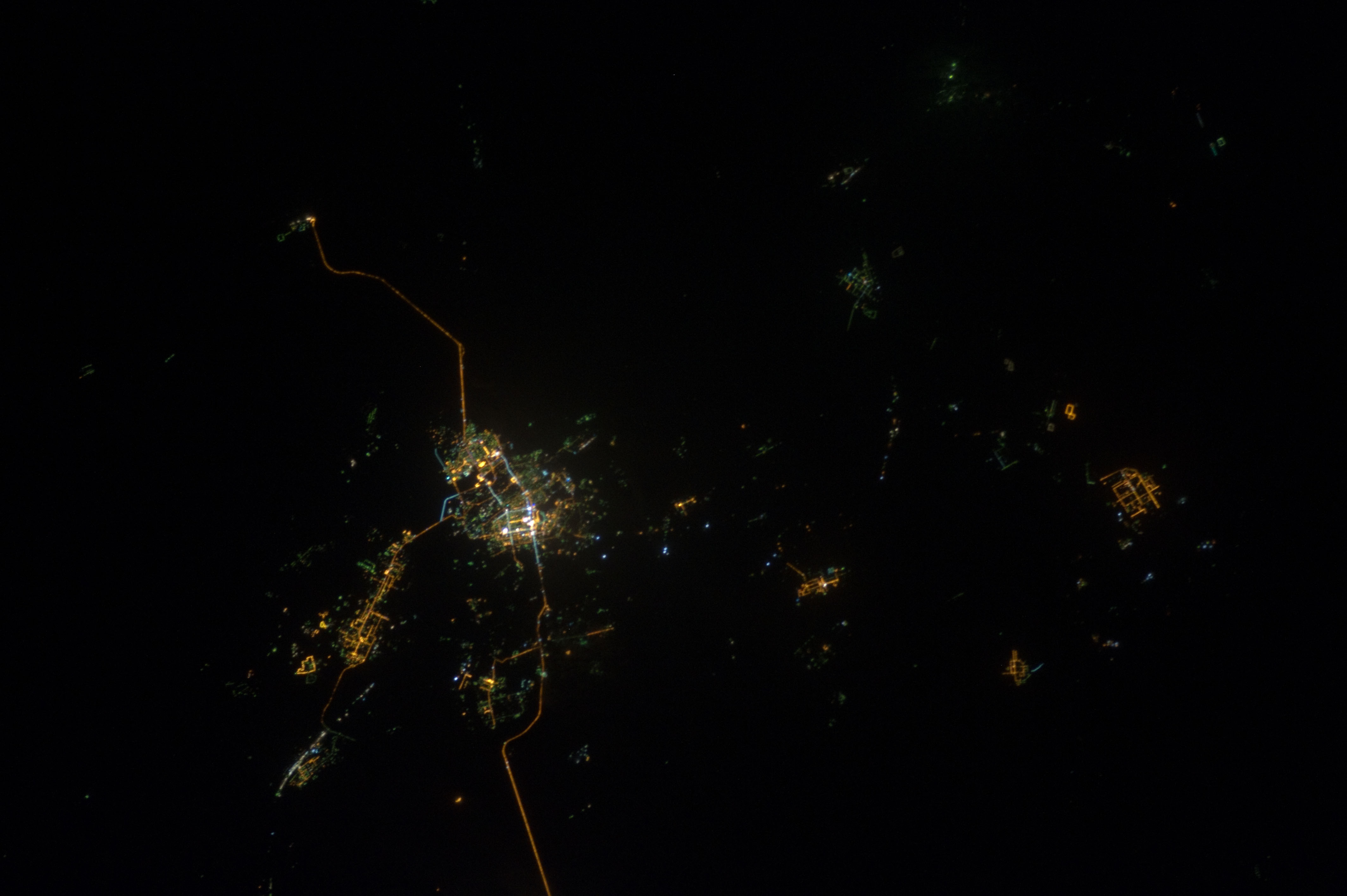
نمای هوایی شب از شهر ساران در استان قراغندی - ۲۰۱۲

ساران (به قزاقی: Саран، ساران) شهری در استان قراغندی کشور قزاقستان است که در سرشماری سال ۲۰۰۸ میلادی، ۴۹۰۸۲ نفر جمعیت داشته است و از سال ۱۹۵۴ میلادی به‌عنوان شهر شناخته می‌شده است.